# 永井正
永井 正（ながい ただし、1922年4月4日 - 2002年11月29日）は日本の実業家。元三井ホーム社長。

## 人物
北海道生まれ。旧制麻布中学校を経て、1947年旧制東京商科大学（のちの一橋大学）卒業。俳優の久米明や石川島播磨重工社長や日本商工会議所会頭を務めた稲葉興作は中学の同級生。
1947年三井鉱山入社、1954年日本水素工業入社、1960年三井不動産入社。1975年三井不動産取締役経理部長、1981年同社専務。
1987年三井ホーム社長、1991年同社副会長、1993年同社相談役。需要に追い付いていなかったツーバイフォー住宅の工場の生産体制、供給能力の強化のほか、オートクレーブ養生した軽量気泡コンクリート住宅分野も拡大。1990年にはアメリカ合衆国ポートランドで開催された住宅展「ストリート・オブ・ドリームズ」に、米国式の住宅に本的要素を加えたモデルハウス「トーキョー・ドリーム'90」を出展し、ベストマーケティング賞など3賞を受賞した。
三井ホーム社長を務めながら、三井不動産取締役も務めた。
趣味はゴルフ、小唄、座禅。
2002年11月29日、急性心筋梗塞のため東京都千代田区の病院で死去。港区芝公園の増上寺光摂殿で葬儀が行われた。